# مدل درختی
مدل درختی (tree model) یک مدل برای توضیح تکامل زبان‌ها در زبان‌شناسی تاریخی است که متناظر و هم‌ارز با مفهوم شجره‌نامه و به‌طور مشخص یک درخت تبارزایی (درخت سیر تکامل انواع)، در تکامل زیستی گونه‌هاست. درست متناظر و هم‌ارز با مفاهیم تکامل، در مورد زبان هم چنین پنداشته می‌شود که از یک زبان مادر، و زبان‌هایی از یک نیای مشترک، که از همان خانواده زبانی سهم و ارث می‌برند، وصلت یافته و تکامل یافته باشند.

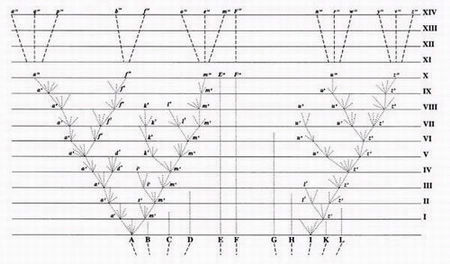
عکس درخت زندگی که در سال ۱۸۵۹ توسط داروین در کتاب در منشأ گونه‌ها با انتخاب طبیعی به چشم آمد.